# ASAM
ASAM（エイサム、アサム）は、日本のミュージシャン。
The New Hippies（ザ・ニューヒッピーズ）のメンバーであり、作詞/ボーカル/ラップを担当している。

## 概要
デビューアルバムを2020年にリリース。
音楽ジャンルはヒップホップ・ポップ・ミュージック。
これまでにインストルメンタルシングル、およびアルバム、The New Hippiesとのユニットアルバムなどをリリースしている。
チェコ、フランスのアップルミュージックでチャートインしているなど、国外リスナーの割合が多い海外輸出型のアーティスト。
所属レーベルは、ワールドピース

## 実績
自身が所属する音楽ユニットのアルバムでは、チェコ、日本のApple Musicにてチャートインを果たしている。
- Apple Music • パンク トップアルバム • チェコ • 48位 • 2019年9月27日（New Hippies 2nd）
- Apple Music • パンク トップアルバム • 日本 • 151位 • 2022年8月18日（New Hippies 2nd）

また、同アルバムの収録曲であるRunaway Solitudeではフランスでもチャートインを果たしている。
- Apple Music • パンク トップソング • フランス • 85位 • 2020年1月26日（runaway solitude）

SpotifyではEDMプレイリストインを果たしている。 
- Spotify • EDM Mode • 2022年4月9日
- Spotify • EDM Up • 2022年4月2日
- Spotify • EDM Collective • 2022年4月2日

ASAMがボーカルを務めるアルバムNEW HIPPIESに収録されている“大茶園”はJAふくおかのCMソングに使用されている。
同アルバムの“おかえりなさい”は、糸島の牡蠣小屋服部屋のCMソングに使用されている。

## 作品一覧
- Fight Jingi（アルバム）
- New Hippies 2nd（アルバム）
- NEW HIPPIES（アルバム）
- Lulu Prima（シングル）

## 参照・引用
1. ↑  “New Hippies ( ニューヒッピーズ ) - worldpeace Inc. 株式会社ワールドピース” (2021年12月29日). 2022年9月30日閲覧。
2. ↑  “ASAM”. TuneCore Japan. 2022年9月30日閲覧。
3. ↑  “https://twitter.com/asam_wp/status/1492423108807970817”. Twitter. 2022年9月30日閲覧。
4. 1 2  『New Hippies 2nd by The New Hippies』2021年11月8日。2022年9月30日閲覧。
5. ↑  『The New Hippiesの"runaway solitude"』2019年2月3日。2022年9月30日閲覧。
6. ↑   (日本語) The New Hippies Runaway solitude worldpeace.jp 2022年9月30日閲覧。
7. ↑  “一芯庵からハッピーニューイヤー !”. JAふくおか八女-八女茶-通販 (2022年1月8日). 2022年9月30日閲覧。
8. ↑  “八女市アーティストからの八女茶応援ソング ｰ 大茶園 ニューヒッピーズ, ASAM – 福岡県茶業振興推進協議会 八女茶”. 2022年9月30日閲覧。
9. ↑  健祥. “ニューヒッピーズ/ASAMの八女茶CMソング！「大茶園 – The New Hippies, ASAM」 – 健祥”. 2022年9月30日閲覧。
10. ↑  “糸島牡蠣小屋「服部屋」のCMソング！ – 服部屋”. hattoriya.pink. 2022年9月30日閲覧。